# Crônicas dos Caçadores de Sombras
The Shadowhunter Chronicles (Brasil: Crônicas dos Caçadores de Sombras / Portugal: Caçadores de Sombras) é uma franquia de mídia baseada nos escritos da escritora americana de ficção jovem adulta Cassandra Clare, que atualmente abrange cinco séries de romances (uma sexta foi confirmada), três coleções de contos, quatro histórias em quadrinhos, um filme, uma série de televisão e outras mídias.
Essas obras se inserem em um universo onde existem contos de fadas e mitologias, tanto pagãs quanto judaico-cristãs, com suas figuras convivendo com os mundanos (humanos normais). Uma raça de humanos que possui sangue de anjo, os Nephilim ou Caçadores de Sombras, é organizada para patrulhar o Mundo das Sombras e evitar que demônios, bem como Seres do Submundo, incluindo feiticeiros, fadas, lobisomens e vampiros, ataquem os mundanos. Há uma paz incômoda, um tratado conhecido como Os Acordos, entre o corpo governante dos Nephilim, conhecido como Clave, e os Seres do Submundo, nem todos os quais desejam paz ou respeitam a autoridade da Clave.

## Romances
Os livros a seguir estão organizados de acordo com suas respectivas cronologias.

### As Peças Infernais
As Peças Infernais é o segundo conjunto de livros publicados. Ambientado em 1878 na Londres da era vitoriana, ele gira em torno de Tessa Gray, uma adolescente que chega a Londres após o convite de seu irmão, mas acaba sendo lançada no Mundo das Sombras ao saber que ela não é uma mundana, mas sim uma variante feiticeira, sendo os feiticeiros metade-humano e metade-demônio. Tessa é única mesmo entre os feiticeiros, já que ela é o único caso conhecido de ter herança Nephilim. Os Nephilim, aqui textualmente frequentemente referidos como Caçadores de Sombras, são abençoados com o sangue do anjo, tornando Tessa um quarto seráfica.
| Título             | Lançamento no EUA | Título no Brasil  |
| ------------------ | ----------------- | ----------------- |
| Clockwork Angel    | 31/08/2010        | Anjo Mecânico     |
| Clockwork Prince   | 06/12/2011        | Príncipe Mecânico |
| Clockwork Princess | 19/03/2013        | Princesa Mecânica |

### As Últimas Horas
As Últimas Horas é o quinto conjunto de livros a ser publicado. A sequência da série As Peças Infernais, se passa em 1903 em Londres e Paris e gira em torno dos filhos de Tessa, James e Lucie, bem como de sua amiga da família, Cordelia Carstairs, enquanto navegam pela política do Enclave de Londres.
| Título          | Lançamento no EUA | Título no Brasil     |
| --------------- | ----------------- | -------------------- |
| Chain of Gold   | 03/03/2020        | Corrente de Ouro     |
| Chain of Iron   | 02/03/2021        | Corrente de Ferro    |
| Chain of Thorns | ?/01/2023         | Corrente de Espinhos |

### Os Instrumentos Mortais
Os Instrumentos Mortais é o primeiro conjunto de livros publicado. A série se passa principalmente no ano de 2007 e gira em torno da Caçadora de Sombras Clary Fairchild. Ela e seus amigos enfrentam duas guerras: a primeira contra Valentim Morgenstern e a segunda contra seu filho Jonathan Morgenstern.
| Título                | Lançamento no EUA | Título no Brasil          |
| --------------------- | ----------------- | ------------------------- |
| City of Bones         | 27/03/2007        | Cidade dos Ossos          |
| City of Ashes         | 25/03/2008        | Cidade das Cinzas         |
| City of Glass         | 23/03/2009        | Cidade de Vidro           |
| City of Fallen Angels | 05/04/2011        | Cidade dos Anjos Caídos   |
| City of Lost Souls    | 08/05/2012        | Cidade das Almas Perdidas |
| City of Heavenly Fire | 27/05/2014        | Cidade do Fogo Celestial  |

### As Maldições Ancestrais
As Maldições Ancestrais é o quarto conjunto de livros a ser publicado. A trilogia conta a história das aventuras de Magnus Bane e Alec Lightwood juntos e explora seu relacionamento. Cada livro é ambientado em diferentes pontos na linha do tempo da franquia: o primeiro é ambientado durante os eventos de Os Instrumentos Mortais; o segundo é definido entre os eventos de Os Instrumentos Mortais e Os Artifícios das Trevas; e o último será definido após Os Artifícios das Trevas. Os livros foram escritos em conjunto por Cassandra Clare e Wesley Chu.
| Título                       | Lançamento no EUA | Título no Brasil                  |
| ---------------------------- | ----------------- | --------------------------------- |
| The Red Scrolls Of Magic     | 09/03/2019        | Os Pergaminhos Vermelhos da Magia |
| The Lost Book of White       | 01/09/2020        | O Livro Branco Perdido            |
| The Black Volume of the Dead | TBA               | O Volume Negro dos Mortos         |

### Os Artifícios das Trevas
Os Artifícios das Trevas é o terceiro conjunto de livros publicados. A sequência da série Os Instrumentos Mortais, se passa em 2012, cinco anos após os eventos do último livro dessa série, Cidade do Fogo Celestial. Ele gira em torno da Caçadora de Sombras Emma Carstairs, apresentada pela primeira vez em Cidade do Fogo Celestial, enquanto ela busca a resposta para a misteriosa morte de seus pais.
| Título                    | Lançamento no EUA | Título no Brasil            |
| ------------------------- | ----------------- | --------------------------- |
| Lady Midnight             | 08/03/2016        | Dama da Meia-Noite          |
| Lord of Shadows           | 23/05/2017        | Senhor das Sombras          |
| Queen of Air and Darkness | 04/12/2018        | Rainha do Ar e da Escuridão |

### The Wicked Powers
The Wicked Powers será o sexto e último conjunto de livros a ser publicado e servirá como a conclusão das Crônicas dos Caçadores de Sombras. Será ambientado em 2015, três anos após os eventos do último livro de Os Artifícios das Trevas, Rainha do Ar e da Escuridão, e será centrado nos personagens Kit Herondale, Ty Blackthorn e Dru Blackthorn.
1. Livro 1 (TBA)
2. Livro 2 (TBA)
3. Livro 3 (TBA)

## Livros complementares
Os livros a seguir estão listados em ordem de suas datas de publicação.
- Shadowhunters and Downworlders é uma coleção histórias de autores de young adult que escrevem sobre a série e seu mundo. Foi lançado em 29 de janeiro de 2013.
- O Códex dos Caçadores de Sombras (The Shadowhunter's Codex em inglês) é um livro que acompanha as Crônicas dos Caçadores de Sombras lançado em 29 de outubro de 2013. Ele explica a terminologia e a tradição da série, bem como outros extras e recursos especiais. O livro foi de autoria de Clare e seu marido, Joshua Lewis.
- As Crônicas de Bane (The Bane Chronicles em inglês) é uma antologia que consiste em onze novelas que giram em torno do personagem Magnus Bane. Dez das novelas foram lançadas online anteriormente no período de um ano e foram escritas em conjunto por Cassandra Clare com Sarah Rees Brennan e Maureen Johnson. Foi lançado em 11 de novembro de 2014.

- Uma História de Notáveis Caçadores de Sombras e Seres do Submundo (A History of Notable Shadowhunters and Denizens of Downworld em inglê) é uma coleção de artes de Cassandra Jean, que criou as Cartas de Tarô do Caçador de Sombras. Inspirado na linguagem vitoriana das flores, o livro apresenta personagens de Os Instrumentos Mortais, As Peças Infernais, Os Artifícios das Trevas, Contos da Academia dos Caçadores de Sombras e As Últimas Horas, cada um com um retrato belamente ilustrado e uma seleção de detalhes e notas nunca antes conhecidos sobre os personagens. Foi lançado em 18 de fevereiro de 2016.[5]
- Contos da Academia dos Caçadores de Sombras (Tales From The Shadowhunters Academy em inglês) é uma antologia de livro que, como As Crônicas de Bane, consiste em dez novelas lançadas online em um período de nove meses em torno de Simon Lewis, apresentado pela primeira vez em Os Instrumentos Mortais como o melhor amigo de Clary Fairchild, quando ele tem a chance de se tornar um Caçador de Sombras. Escrito por Cassandra Clare em conjunto com Sarah Rees Brennan, Maureen Johnson e Robin Wasserman, a antologia foi lançada em 15 de novembro de 2016.
- Fantasma do Mercado de Sombras (Ghost of The Shadow Market em inglês)  é uma coleção de dez novelas, e muito parecido com As Crônicas de Bane e Contos da Academia dos Caçadores de Sombras, ele segue as aventuras de Jem Carstairs e foi escrito por Cassandra Clare em conjunto com Sarah Rees Brennan, Maureen Johnson, Robin Wasserman e Kelly Link.[6] Os oito primeiros foram publicados mensalmente em formato de e-book entre abril e novembro de 2018,[2] e os dois últimos foram publicados exclusivamente na edição impressa lançada em 4 de junho de 2019.[7][8][9]

| Título                                                                                      | Publicação | Título no Brasil                                                  |
| ------------------------------------------------------------------------------------------- | ---------- | ----------------------------------------------------------------- |
| The Shadowhunter's Codex                                                                    | 29/10/2013 | O Códex dos Caçadores de Sombras                                  |
| The Bane Chronicles                                                                         | 11/11/2014 | As Crônicas de Bane                                               |
| A History of Notable Shadowhunters & Denizens of Downworld: Told in the Language of Flowers | 18/02/2016 | Uma História de Notáveis Caçadores de Sombras e Seres do Submundo |
| Tales From The Shadowhunters Academy                                                        | 15/11/2016 | Contos da Academia dos Caçadores de Sombras                       |
| Ghosts of The Shadow Market                                                                 | 04/06/2019 | Fantasmas do Mercado de Sombras                                   |

## Adaptações

### Filme
Em 2010, a Screen Gems anunciou que estava começando a produção da adaptação cinematográfica de Cidade dos Ossos, o primeiro livro da série Os Instrumentos Mortais, com a esperança de iniciar uma franquia de filmes de sucesso. O filme deveria ser lançado originalmente em 23 de agosto de 2013, mas foi adiantado dois dias antes, para 21 de agosto de 2013. O filme estreou em 12 de agosto de 2013, no Cinerama Dome em Hollywood. A produção de uma adaptação cinematográfica do segundo livro, Cidade das Cinzas, deveria começar em setembro de 2013, mas foi adiada para 2014 e, eventualmente, cancelada, após o primeiro filme não ter recuperado seu orçamento.

### Televisão
Em 12 de outubro de 2014, na Mipcom, a Constantin confirmou que Os Instrumentos Mortais retornaria como uma série de televisão com Ed Decter como showrunner. O diretor de TV e cinema da Constantin, Martin Moszkowicz, disse ao The Hollywood Reporter que, "Na verdade, faz sentido fazer [os romances] como uma série de TV. Havia muito do livro que tivemos que deixar de fora do filme Instrumentos Mortais. seremos capazes de ir mais fundo e explorar este mundo com mais detalhes e profundidade." Os produtores esperam adaptar toda a série de livros se a adaptação para a TV tiver sucesso. Em fevereiro de 2015, a autora da série de livros Cassandra Clare anunciou via Twitter que a série de televisão se chamaria Shadowhunters em vez de The Mortal Instruments.
Em março de 2015, a ABC Family pegou Shadowhunters direto para a série, e a mesma estreou em 12 de janeiro de 2016. A série foi renovada para uma segunda temporada em março de 2016, compreendendo 20 episódios, que estreou em 2 de janeiro de 2017. Em abril de 2017, foi anunciado que a série havia sido renovada para uma terceira temporada de 20 episódios. A primeira metade dos dez episódios estreou em 20 de março de 2018. Em 4 de junho de 2018, a Freeform cancelou a série após três temporadas, mas ordenou dois episódios extras para concluir adequadamente a história da série; a segunda metade da terceira temporada estreou em 25 de fevereiro de 2019.